# Jumateguh
Jumateguh is een bestuurslaag in het regentschap Dairi van de provincie Noord-Sumatra, Indonesië. Jumateguh telt 2028 inwoners (volkstelling 2010).